# Platyscapa tjahela
Platyscapa tjahela är en stekelart som först beskrevs av Abdurahiman och Joseph 1975.  Platyscapa tjahela ingår i släktet Platyscapa och familjen fikonsteklar. Inga underarter finns listade i Catalogue of Life.